# Toeristische Trein Zolder
Le Toeristische Trein Zolder (Train Touristique de Zolder - TTZ  en abrégé) était un chemin de fer touristique ayant circulé de 1981 à 1989 entre Zolder et Genenbos. Après la fermeture du Charbonnage de Zolder, une grande partie des membres et du matériel a poursuivi l'aventure au sein du Kolenspoor.

## Origine
M. Jans, collectionneur résidant à Kuringen, avait acquis divers équipements de chemin de fer, et souhaitait faire rouler son matériel. N'ayant pu trouver un accord pour utiliser la ligne de chemin de fer inutilisée 21C, il s'accorda avec les mines de charbon de Campine afin de pouvoir rouler sur la voie reliant la mine de Zolder et le port charbonnier du canal Albert à Genenbos.

## Fin de l'exploitation
En 1988, des discussions sont engagées avec la SNCB pour l'utilisation de la ligne 21A entre Waterschei et As. Ceci découle de l'annonce de la fermeture de la mine de Zolder. En 1990, l'association "Limburgse Stoom Vereniging" est créée pour cette ligne sous le nom de Kolenspoor (la voie ou la trace du charbon, le terme spoor ayant fort opportunément ce double sens qui convient à une région où le secteur minier se meurt).

## La collection
La liste qui suit n'est pas exhaustive et doit être complétée ou actualisée au fil du temps (dernière actualisation en juin 2024) :

### Locomotives à vapeur
| Matricule TTZ | Nom et/ou matricule original | Constructeur et date                                  | Origine et informations techniques | État actuel                                       | Photo |
| ------------- | ---------------------------- | ----------------------------------------------------- | --- | ------------------------------------------------- | ----- |
| no 1          | no 1363                      | Saint-Léonard (Belgique), 1905                        | - Construite pour la Société générale métallurgique d'Hoboken (Lommel). - Arrivée au TTZ en 1980. - En 2003, la locomotive est récupérée par le Musée des transports en commun de Wallonie (Liège) pour y être exposée statiquement (hors service). - 6,5 m, 16,5 t (20,2 t en ordre de marche), vitesse maximum : 00 km/h. - Timbre chaudière : 12,4 kg/cm2. - Capacité de la soute à charbon : 513 kg. - Capacité de la soute à eau : 1 800 L (1,8 m3). | Hors service (exposée).                           |       |
| no 2          | Magda (no 3176)              | Ateliers de Construction de la Meuse (Belgique), 1925 | - Construite pour la Société générale métallurgique d'Hoboken (Overpelt), elle est utilisée jusqu’en 1970. - Vendue à la société Van Buggenhout à Mol. - De plus, cette machine a également été exposée à Turnhout à l'occasion de la biennale "Rail International". - Puis utilisé sous le numéro 2 "Magda" au TTZ à partir de 1982, cette locomotive était la première à être transportée à la mine de Zolder. - En 1984 ça remise à neuf fut achevée et lors de la fête ferroviaire de cette année-là, cette locomotive fut officiellement mise en service et baptisée "Magda", du nom de l'épouse de l'ancien directeur de la mine de Zolder. - En 1995, la locomotive est vendue au Museum Buurtspoorweg (Pays-Bas). - 0 m, 22 t, vitesse maximum : 30 km/h. - Timbre chaudière : 00 kg/cm2. - Capacité de la soute à charbon : 0 t. - Capacité de la soute à eau : 0 000 L (0,0 m3). | Opérationnelle                                    |       |
| no 3          | Simone (no 46)               | La Hestre (Belgique), 1926                            | - Active initialement chez Tessenderlo Chemie entre 1926 et 1980. - Pendant des années, elle a assuré (avec une autre locomotive) l'intégralité du trafic de l'usine chimique, mais dans les années 1970, elle a été remplacée par des locomotives diesel. - Au milieu de cette décennie, elle a été radiée en 1980 et la machine a été achetée par D. Jans. - Toujours en 1980, elle a été transférée à Kuringen, la décision a été prise de la restaurer afin de développer le chemin de fer touristique. - En 1981 & 82, la locomotive (qui avait beaucoup souffert des mauvaises conditions de travail à Tessenderlo) a été entièrement rénovée et a donc assuré l'ensemble des circulations pendant les deux premières années d'exploitation de la ligne-musée. - Elle est à vendre chez "Amrand-Lowie" (à Maasmechelen), épave. - 0 m, 00 t, vitesse maximum : 00 km/h. - Timbre chaudière : 00 kg/cm2. - Capacité de la soute à charbon : 0 t. - Capacité de la soute à eau : 0 000 L (0,0 m3). | Hors service (à vendre).                          |       |
| no 4          | Nestor (no 1071)             | FUF HSP (Belgique), 1911                              | - En plus de la locomotive décrite précédemment, Tessenderlo Chimie a également acquis une autre locomotive à deux essieux : cette fois, il s'agissait d'une locomotive à vapeur, fourni par F.U.F. - Active initialement chez Tessenderlo Chimie entre 1911 et 1980. - Cette locomotive s'appelait "Nestor" d'après le directeur de l'époque. - Cette locomotive a assuré le transport au sein de l'entreprise pendant près de soixante ans, mais a également conduit régulièrement des trains lourds vers Kwaadmechelen. Après la Seconde Guerre mondiale, cette machine a également été utilisée pour les trains de voyageurs vers Diest, remorquant généralement deux à trois voitures G.C.I. - Ce n'est que dans les années 1970 que "Nestor" est devenu la dernière locomotive à vapeur de Tessenderlo-Chemie à être mise hors service. - En 1981, "Nestor" a été acheté et transporté à Kuringen. Ça restauration a commencé en 1982, mais elle a d'abord été arrêtée au profit des autres machines. En 1987, "Nestor" a été transféré à Zolder. - Plus tard, elle a été vendue au parc de vacances "Ranch Don Diego" à Champ de Harre qui lui donne un look "Western" sans la faire rouler. - 0 m, 00 t, vitesse maximum : 00 km/h. - Timbre chaudière : 00 kg/cm2. - Capacité de la soute à charbon : 0 t. - Capacité de la soute à eau : 0 000 L (0,0 m3). | Hors service (ferraillée).                        |       |
| no 6          | Bebert (no 3223)             | Ateliers de Construction de la Meuse (Belgique), 1926 | - En 1926, le "Charbonnage de Wérister" (à Beyne-Heusay près de Liège) achète une locomotive à vapeur à trois essieux (030T) à la SA des Ateliers de Construction de la Meuse et elle subit sa première inspection de chaudière le 22 mai 1926. - À partir du 19 août de cette même année, cette locomotive est employée et pendant toute sa carrière elle a assuré la liaison entre la mine et la gare SNCB de Beyne-Heusay, ainsi que trois autres du même genre. - Même après la fermeture du "Charbonnage de Wérister", cette locomotive est restée en service, une nouvelle activité est née et des briquettes ont été fabriquées dans les mêmes bâtiments. - Ce n'est que vers la fin des années 1970 que deux locomotives diesel ont été achetées, mais la locomotive à vapeur était encore utilisé sporadiquement jusqu'en 1981, elle était donc la dernière locomotive à vapeur en Belgique à encore circulé et à fournir des services efficaces. - En 1981, cette locomotive a été achetée par le CFV3V, mais comme cette ligne-musée disposait déjà d'un vaste parc de locomotives à vapeur, le TTZ l'a racheté en 1983. - Au cours de l'année 1983, cette locomotive à vapeur a été transféré à Zolder et ça restauration a immédiatement commencé. En raison d'un certain nombre de problèmes, cette réparation se poursuivra jusqu'en 1986 et en juillet de cette année-là, cette locomotive fut utilisée pour la première fois sur la ligne musée. - Mentionnons que le nom de la locomotive à savoir "Bebert", vient du dernier conducteur qui l'a conduite. - Cette locomotive a ensuite rejoint le Stoomtrein Maldegem-Eeklo en 2011 et qui en 2014 la remise en état de marche . - 0 m, 32 t, vitesse maximum : 40 km/h. - Timbre chaudière : 00 kg/cm2. - Capacité de la soute à charbon : 0 t. - Capacité de la soute à eau : 0 000 L (0,0 m3). | Hors service (en cours de restauration complète). |       |

### Locomotives diesel
| Matricule TTZ | Nom et/ou matricule original | Constructeur et date | Origine et informations techniques | État actuel                | Photo |
| ------------- | ---------------------------- | -------------------- | --- | -------------------------- | ----- |
| no 2 (D2)     |                              | Montmirail, 1955     | - L'inconvénient majeur du siège de Zolder est la forte pente sur laquelle la mine a été construite. De ce fait, les lourdes locomotives à vapeur ne suffirent bientôt plus et il fut donc déjà décidé dans les années cinquante de confier ce trafic à de nouvelles locomotives diesel lourdes. - Dans ce but, la mine de charbon a déjà acheté cinq locomotives lourdes à quatre essieux à la société française Montmirail en 1952. - Ces locomotives diesel, qui étaient principalement utilisées par les différentes sociétés privées françaises, avaient chacune deux moteurs, chacun d'une puissance d'environ 200 kW, et ceux-ci entraînent les quatre essieux via un accouplement mécanique avec un coupleur hydraulique. - Jusqu'à la fin des années 1970, ils ont maintenu leur service à Zolder, à l'exception d'une machine qui a été transférée à Beringen. Mais entre-temps, des locomotives diesel ont de nouveau été achetées en France et ont remplacé leurs sœurs aînées. Il faudra attendre 1982 pour que le dernier "Montmirail" soit remplacé, cette fois par une locomotive télécommandée. Ces dernières années, cependant, ils n'avaient été utilisés qu'à l'intérieur du siège lui-même. - Avant même son démantèlement définitif, cette dernière locomotive restante a été désignée numéro 2 par le TTZ et a été achetée et immédiatement utilisée comme locomotive de rechange pour les trains de manœuvre. En 1984, cette machine a été restituée dans sa version d'origine en peinture verte, et en 1988, cette locomotive a subi une réparation et une restauration complètes. | Hors service (ferraillée). |       |

### Autorail
| Matricule TTZ                                                            | Nom et/ou matricule original | Constructeur et date     | Origine et informations techniques | État actuel                                            | Photo |
| ------------------------------------------------------------------------ | ---------------------------- | ------------------------ | --- | ------------------------------------------------------ | ----- |
| 554.14                                                                   | 4614                         | Usines Ragheno, 1952     | - Après la construction de l'autorail léger de type 553 pendant la Seconde Guerre mondiale, ce n'est qu'en 1952 que la SNCB (active initialement a la SNCB entre 1952 et 1971) a de nouveau commandé des ensembles similaires pour le trafic local de passagers. Pour cela, ils sont revenus sur ces ensembles précédents et ont conservé le châssis, le moteur Brossel et les commandes, mais les armoires et l'intérieur ont été modernisés. Au total, 20 ensembles de type 554 ont été construits par Ragheno et ils ont été initialement déployés depuis Haine-Saint-Pierre et Bruges. - L'autorail 554.14 a commencé sa carrière à Haine-Saint-Pierre, mais a déjà été transféré à Bruges en mai 1956. En 1959, elle a déménagé à Merelbeke (près de Gand) pour une courte période, mais en 1962, elle est retournée à son dépôt d'origine. Ici, le 554.14 était principalement utilisé dans le service local avec des destinations : Charleroi, Mons, Tubize, Braine-Le-Comte et Enghien. Au début des années 1980, elle a de nouveau été modernisée et un moteur GM et une transmission automatique ont été installés. - Jusqu'en 1984, ces ensembles étaient effectivement utilisés, mais à cette époque ils étaient mis de côté et restaient en réserve pour le moment. En 1986, ils ont ensuite été mis en vente et le 4614 entre-temps renuméroté a déménagé à Zolder et pendant les mois d'hiver de la même année, la livrée rouge-jaune a été remplacée par la livrée d'origine composée de deux nuances de vert et d'une grande peinture de sécurité jaune sur les murs d'extrémité. - Revendu ensuite à l'exploitant de la gare de Denée-Maredsous puis en 2016 au Stoomtrein Dendermonde - Puurs. - 16 m, 32 t, vitesse maximum : 80 km/h. - Capacité du réservoir à gazole : 320 L. | Hors service (en attente d'une restauration complète). |       |
| SNCB Draisine d'inspection des voies de Type 5 - no 511 (38.025.511.60). |                              | ALFA - Klinkhamers, 1935 | - Un plus gros problème était les innombrables trains de construction après la Seconde Guerre mondiale. Les lourdes locomotives à vapeur, y compris les locomotives de manœuvre, étaient nécessaires de toute urgence pour le fonctionnement. De plus, les trains légers n'avaient pas de locomotives Modig lourdes et les moteurs à essence et les moteurs diesel étaient adaptés à cela. Par conséquent, un plus grand nombre de soi-disant draisines et tracteurs ont été construits au cours de cette période. Les draisines servaient à emmener les ouvriers dans les gares de triage, mais ne pouvaient pas remorquer les wagons. Les tracteurs avaient le même but, mais pouvaient tracter quelques wagons de matériel. Le type 5, dont le L.S.V. a une copie, a été construit en 1948 par Alfa-Klinkhamers en 1935. Ceux-ci avaient soit un moteur FN, soit un moteur diesel Herculus à 4 pistons en ligne. Les deux essieux sont entraînés au moyen d'une transmission mécanique avec embrayage à disque et d'une boîte de vitesses inverseuse, cela se fait au moyen de chaînes. - Pendant des années, ces tracteurs sont restés en service - pratiquement inaperçus - et ont assuré la voie et les trains de travail. Le 5.11 stationné à Namur fut définitivement retiré du service en 1985. Là, il a été acheté par le TTZ et transféré à Zolder. La restauration a été reportée car le moteur diesel a dû être remplacé afin de permettre un déploiement. | Hors service (ferraillée).                             |       |

### Voitures à voyageurs
| Matricule TTZ | Nom et/ou matricule original                 | Constructeur et date           | Origine et informations techniques | État actuel                | Photo |
| ------------- | -------------------------------------------- | ------------------------------ | --- | -------------------------- | ----- |
| B6D no 39.015 | Type L                                       | Godarville, 1934               | - 00 m, 00 t, vitesse maximum : 00 km/h. - Acquise auprès de la SNCB en 1982. - Numéro UIC : 50 88 82-26 415-5.                                    | Hors service (ferraillée). |       |
| B10 no 32.146 | Type L                                       | Anglo-Franco-Belge, 1933       | - 00 m, 00 t, vitesse maximum : 00 km/h. - Acquise auprès de la SNCB. - Numéro UIC : 50 88 82-26 546-2.                                            | Hors service (ferraillée). |       |
| B10 no 32.166 | Type L                                       | Anglo-Franco-Belge, 1933       | - 00 m, 00 t, vitesse maximum : 00 km/h. - Acquise auprès de la SNCB. - Numéro UIC : 50 88 82-26 566-0.                                            | Hors service (ferraillée). |       |
| B8 no 62.411  | Type R                                       | Ateliers Central Malines, 1953 | - 00 m, 00 t, vitesse maximum : 00 km/h. - Acquise auprès de la SNCB en 1982. - A rejoint ensuite le Kolenspoor. - Numéro UIC : 50 88 27-26 590-3. | Hors service (ferraillée). |       |
| B8 no 62.412  | Type R                                       | Ateliers Central Malines, 1953 | - 00 m, 00 t, vitesse maximum : 00 km/h. - Acquise auprès de la SNCB en 1982. - A rejoint ensuite le Kolenspoor. - Numéro UIC : 50 88 27-26 591-1. | Hors service (ferraillée). |       |
| B8 no 62.404  | Type R                                       | Ateliers Central Malines, 1953 | - 00 m, 00 t, vitesse maximum : 00 km/h. - Acquise auprès de la SNCB. - A rejoint ensuite le Kolenspoor. - Numéro UIC : 50 88 27-26 583-8.         | Hors service (ferraillée). |       |
| 37 057        | boite à tonnerre (Donnerbüchse) autrichienne | Simmeringer Wagonfabrik, 1924  | - Acheté aux ÖBB |                            |       |
| 37 120        | Donnerbüchse autrichienne, type N28          | Grazer Wagonfabrik, 1924       | - Acheté aux ÖBB. - Cédé au Museum Buurtspoorweg (Pays-Bas).                                                                                       | Opérationnelle             |       |
| C32 110       | Donnerbüchse autrichienne                    |                                | - Construite en 1929 par le Grazer Wagonfabrik. pour les ÖBB. - Cédé en 1995 au Museum Buurtspoorweg (Pays-Bas).                                   | Opérationnelle             |       |